# لانفيتشيل (أنغلزي)
لانفيتشيل (بالإنجليزية: Llanfechell)‏ هي قرية تقع في المملكة المتحدة في ويلز. يقدر عدد سكانها بـ 1,532 نسمة .